# Haplaner
Haplaner es un  género de coleópteros adéfagos de la familia Carabidae.

## Especies
Comprende las siguientes especies:
- Haplaner australis (Blackburn, 1888)
- Haplaner insulicola Blackburn, 1901
- Haplaner velox (Castelnau, 1867)